# Paralimnus rotundiceps
Paralimnus rotundiceps är en insektsart som först beskrevs av Lethierry 1885.  Paralimnus rotundiceps ingår i släktet Paralimnus, och familjen dvärgstritar. Enligt den finländska rödlistan är arten starkt hotad i Finland. Arten är reproducerande i Sverige. Artens livsmiljö är sandstränder vid Östersjön.